# Kienstein
Die Kienstein ist ein 968 m ü. NHN hoher Felsriegel in den Bayerischen Voralpen. Der Berg befindet sich oberhalb der oberbayerischen Gemeinde Kochel am See (Landkreis Bad Tölz-Wolfratshausen). 
Der Kienstein erhebt sich markant mit steil abfallenden Felswänden aus der bewaldeten Nordwestflanke unterhalb des Sonnenspitz. Der höchste Punkt kann auf Steigen von Kochel aus erreicht werden.